# Діксон Афоаква
Діксон Афоаква (англ. Dickson Afoakwa; нар. 26 квітня 1998, Кумасі, Гана) — ганський футболіст, нападник білоруського «Динамо» з Берестя. На правах оренди виступає за «Олександрію».

## Клубна кар'єра
До 2016 року виступав у другому дивізіоні Гани за клуб «Кумасі Карнерстон» з рідного міста Кумасі. В липні 2016 року став гравцем білоруського клубу «Динамо-Берестя». Спочатку грав за дубль, але незабаром закріпився в основній команді, де став зазвичай виходити на заміну. Дебютував за основу 29 липня 2016 року в матчі чемпіонату Білорусі з клубом БАТЕ, вийшовши на заміну на 68 хвилині зустрічі замість Олександра Демешко; у цій зустрічі Діксон отримав жовту карточку 10 вересня 2016 року забив свій перший гол у Вищій лізі, яким завершив розгром «Славії» (4:1), а 21 вересня забив переможний гол у матчі Кубка Білорусі проти «Нафтана» (2:1).
У листопаді 2016 року проходив перегляд у молодіжній команді московського «Спартака», однак у підсумку повернувся в Берестя. У липні 2017 року на правах оренди перейшов в «Гомель». Спочатку виступав у стартовому складі гомельської команди, пізніше став частіше виходити на заміну. У грудні 2017 року по закінченні терміну оренди повернувся в «Динамо».
У лютому 2018 року перейшов на правах оренди до кінця року в «Олександрію»

## Досягнення
- Володар Кубка Білорусі: 2017